# Vanessa samani
Vanessa samani is een vlinder uit de familie Nymphalidae, de vossen, parelmoervlinders en weerschijnvlinders. De wetenschappelijke naam van de soort werd, als Pyrameis samani, in 1895 door Hermann August Hagen gepubliceerd.

## Verspreiding en leefgebied
Deze soort komt voor op Sulawesi en Sumatra.